# Молодь Украины
«Молодь Украины» (укр. Молодь України) — советская и украинская молодёжная газета, основная в 1920 году. В советское время являлась печатным органом ЦК Ленинского коммунистического союза молодёжи Украины (ЛКСМУ). С 1943 года издаётся в Киеве, а до этого — в Харькове.

## История

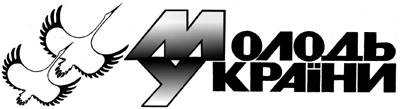
Один из логотипов газеты

Издание начало выходить 10 июня 1920 года в Харькове под названием «Известия Центрального Комитета Коммунистического союза молодежи Украины» (укр. Вісті Центрального Комітету Комуністичної спілки молоді України) на русском и украинском языках. Тираж газеты тогда составлял 3 тысячи экземпляров. Впоследствии газета имела названия «Молодой рабочий», «Молодой ленинец» и «Комсомолец Украины». Во время Великой Отечественной войны с 1941 по 1943 год не издавалась. В октябре 1943 года газета возобновила деятельность в Харькове, а 2 апреля 1944 года стала издаваться в Киеве. С 10 октября 1943 года издание именуется как «Молодь Украины».
Под руководством главного редактора Владимира Боденчука газета поддерживала курс Горбачёва на Перестройку. Тираж издания в 1986 году составлял 565 тысяч экземпляров, а в 1989 году — 610 тысяч. В начале 2000-х газета была связана с политиком Григорием Суркисом и Социал-демократической партией Украины. В ноябре 2011 года газета вышла из состава государственного издательства «Пресса Украины». К 2019 году тираж издания составлял 17 тысяч экземпляров.
Основными рубриками газеты являлись: «Геополитика», «Инициативы правительства», «На диване», «Регионы», «7 дней» и «Спорт».

## Награды
- Орден Отечественной войны первой степени (1946)[7]
- Орден Трудового Красного Знамени (1964)[7]
- Орден Дружбы народов (1976)[7]

## Главные редакторы
Главными редакторами в разные годы были: Л. Байдак, И. Бокий, С. Гринберг, В. Дзёбак, Б. Дяченко, А. Залкинд, И. Заславский, А. Коломиец, И. Лубченко, В. Макаренко, М. Минаин, М. Олейник, Ю. Романюк, И. Семенец, А. Сытник и С. Бондаренко.

## Связанные издания
В разные годы выходили приложения газеты: «Бригантина», «Гроно», «Литературная страница», «На смену», «Орбита любознательных», «Страница для девочек», «Студенческий гарт», «Чайка».
В 1991 году сотрудники «Молоди Украины» учредили газету «Украинский футбол», которая просуществовала до 2015 года. «Украинский футбол» продолжал традицию, начатую в 1969 году газетой «Молодь Украины», определять лучшего украинского футболиста по итогам каждого года.